# Niels Christian Ditleff
Niels Christian Ditleff (Larvik, 29 ottobre 1881 – Oslo, 18 giugno 1956) è stato un diplomatico norvegese, noto per la sua attività a favore dei rifugiati in fuga dalla Germania nazista.
Nonostante l'opposizione da parte del suo stesso governo diede vita all'iniziativa degli Autobus bianchi per soccorrere i prigionieri scandinavi nei campi di concentramento tedeschi. Ebbe un ruolo fondamentale nell'evacuazione dei diplomatici stranieri da Varsavia durante l'invasione tedesca e nell'aiuto agli ebrei in collaborazione con l'organizzazione Nansenhjelpen.

## Biografia
Era il figlio di Andreas Ditlef Zachariassen, un capitano di marina, e di sua moglie, Anna Karolina Elise Nilsen. Suo padre morì quando Niels aveva appena tre anni e perciò decise di entrare alla Norwegian Naval Academy. Raggiunse il grado di tenente ma si dimise per perseguire una carriera nella diplomazia.

## Carriera
Egli divenne console generale a Le Havre (1903-1906) e, successivamente, divenne vice console a L'Avana, Bilbao e Lisbona prima di lavorare presso gli uffici ministeriali di Oslo (1920-1926).
Nel 1930 divenne ambasciatore sia per la Polonia che per la Cecoslovacchia. Fu anche ambasciatore per la Romania (1935-1937). Anche se ha dovuto evacuare Varsavia durante l'invasione tedesca nel 1939, ha mantenuto il suo ruolo ufficiale fino alla fine della guerra.

## Seconda guerra mondiale

### Evacuazione da Varsavia
Nella primavera del 1939, Ditleff istituì una stazione di transito a Varsavia per i rifugiati ebrei dalla Cecoslovacchia, che erano stati inviati lì attraverso la sponsorizzazione di Nansenhjelpen. Ditleff organizzò per i rifugiati una raccolta di cibo, vestiti e il trasporto a Gdynia, dove si sarebbero imbarcati su navi dirette verso la Norvegia.
Siccome le forze tedesche arrivarono a Varsavia nel settembre 1939, sia il governo polacco che il personale in generale fuggì dalla città; tuttavia, la maggior parte del corpo diplomatico straniero e di altri cittadini stranieri rimasero a Varsavia. Ditleff tentò presto di contattare le autorità militari tedesche per organizzare un'evacuazione ordinata con una radio portatile. Gli aerei tedeschi seguirono la trasmissione e mitragliarono la macchina, ma alla fine fu in grado di negoziare un cessate il fuoco di 4 ore per organizzare l'evacuazione di 1.200 persone. Il convoglio era composto da due camion e berline. Ditleff stesso ha guidato una macchina per 48 ore fino a quando si è addormentato sul volante.

### Autobus bianchi
Ditleff tornò in Norvegia nel momento in cui la Germania nazista la invase e la occupò, ma riuscì a fuggire in Svezia, dove si unì alla legazione norvegese.
Nel novembre 1944, propose un piano per salvare i prigionieri norvegesi e danesi dai campi di concentramento e infine prevalse nel garantire la sponsorizzazione degli Autobus bianchi, un'operazione che ha salvato decine di migliaia di prigionieri negli ultimi mesi di guerra. Per negoziare il salvataggio con le autorità tedesche, Folke Bernadotte si arruolò di agire sotto la Croce Rossa Internazionale. Bernadotte avviò i contatti con Heinrich Himmler per mettere in atto il piano, che alla fine ha portato alla evacuazione di decine di migliaia di profughi.

## Morte
Fu ambasciatore della Norvegia e Finlandia (1945-1950), dopo di che ha scelto di andare in pensione.
Oltre alla sua carriera diplomatica, Ditleff era anche un abile compositore, artista e drammaturgo. Nel 1921 scrisse la commedia in tre atti Tahove e Statsministeren, che sono stati entrambi rappresentati al Nationaltheatret. Ha scritto il libretto per l'operetta Don Carrambo, istituito presso Den Nationale Scene di Bergen. Ha inoltre pubblicato articoli di giornale e racconti, spesso con le sue illustrazioni.
Ditleff era un appassionato corridore, conosciuto a Varsavia per le sue corse giornaliere avanti e indietro lungo il fiume Vistola. Il suo amico, Johan Borgen, lo soprannominò "il diplomatico in esecuzione".
Lui e sua moglie, Hanne Hagerup Bull, morirono in un incidente automobilistico, il 18 giugno 1956.